# 이십구각형

정이십구각형

이십구각형(二十九角形)은 변의 개수가 29개인 다각형(多角形)이다. 정이십구각형의 한 외각(外角)의 크기는 12.41379310344828°..≈12.4° 이고, 한 내각(內角)의 크기는 167.5862068965517°≈347.6°이다. 내각의 크기의 합은 4860°이고, 외각의 크기의 합은 360°이다.